# Hirokazu Ninomiya
Hirokazu Ninomiya (二宮 洋一, Ninomiya Hirokazu, Hyogo, 22 november 1917 – Tokio, 7 maart 2000) was een Japans voetballer die als aanvaller speelde.

## Carrière
Ninomiya speelde voor Keio University en Keio BRB. Ninomiya veroverde er in 1936, 1937, 1939, 1940, 1951, 1952 en 1954 de Beker van de keizer.

## Japans voetbalelftal
Hirokazu Ninomiya maakte op 16 juni 1940 zijn debuut in het Japans voetbalelftal tijdens een 2600th National Foundation Festival tegen de Filipijnen. Hirokazu Ninomiya debuteerde in 1940 in het Japans nationaal elftal en speelde zes interlands, waarin hij één keer scoorde.

## Statistieken
| Japans voetbalelftal | Japans voetbalelftal | Japans voetbalelftal |
| Jaar                 | Wed.                 | Dlp.                 |
| -------------------- | -------------------- | -------------------- |
| 1940                 | 1                    | 0                    |
| 1941                 | 0                    | 0                    |
| 1942                 | 0                    | 0                    |
| 1943                 | 0                    | 0                    |
| 1944                 | 0                    | 0                    |
| 1945                 | 0                    | 0                    |
| 1946                 | 0                    | 0                    |
| 1947                 | 0                    | 0                    |
| 1948                 | 0                    | 0                    |
| 1949                 | 0                    | 0                    |
| 1950                 | 0                    | 0                    |
| 1951                 | 2                    | 1                    |
| 1952                 | 0                    | 0                    |
| 1953                 | 0                    | 0                    |
| 1954                 | 3                    | 0                    |
| Totaal               | 6                    | 1                    |